# Тройницький Олександр Григорович
Олекса́ндр Григо́рович Тройницький (рос. дореф. Александръ Григорьевичъ Тройницкій; нар. 12 (24) березня 1807, Одеса, Херсонська губернія, Російська імперія — пом. 12 (24) березня 1871, Санкт-Петербург, Російська імперія) — громадський і державний діяч Російської імперії, статистик, педагог, редактор. У період 1834—1854 років займав посаду головного редактора газети «Одеський вісник» (рос. дореф. Одесскій вѣстник), а у період 1834—1852 років — «Journal d'Odessa». Товариш Міністра внутрішніх справ Російської імперії у період 1861—1867 років під керівництвом міністра Петра Валуєва. З 9 березня 1867 року до самої смерті був членом Державної Ради Російської імперії. Почесний громадянин Одеси.

## Життєпис

### Походження
Родовід Тройницьких відомий з кінця XVII століття. Прадід Олександра Григоровича, Павло Тройницький (пом. до 1740) був писарем Полтавського полку Війська Запорозького, 17 (28) вересня 1717 року був призначений калебердянським сотником. Від дружини Марії Світайло (пом. 1768) Павло мав кілька дочок і синів: Петра, Івана й Іустина. У Петра Павловича був син Григорій — службовець Новоладозького піхотного полку. 1806 року він одружився з Мотроною Фомівною Волошиною (пом. 1872).

### Перші роки

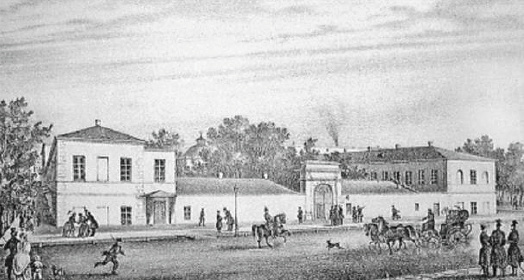
Перша будівля Рішельєвського ліцею на Дерибасівській вулиці

Олександр Григорович Тройницький народився 12 (24) березня 1807 року в українському місті Одеса, яке на той час входило до складу Херсонської губернії Російської імперії. За спогадами самого Тройницького, на той час Одеса була іншим містом — більшість сучасних районів і місцевостей міста на той час не існували. Місто складалося з кількох десятків вулиць, які закінчувалися степом. На місці сучасного Приморського бульвару знаходилися казарми та стара турецька фортеця. 14 (26) березня 1807 року його охрестили у церкві Ладозького піхотного полку. Хресними батьками Олександра Григоровича стали шеф піхотного полку О. Кобле та маркіза Паулуччі.
1812 року, коли Олександру було п'ять років, його батько Григорій Петрович помер від поранення, отриманого у бою під Салтановкою. Олександр з його молодшим братом, Миколою, наступні роки виховувалися матір'ю. У серпні того ж року в Одесі почалася епідемія чуми, яка також почалася й у сирітському будинку, де жити Тройницькі. Місцева влада помістила родину, як і велику частину інших жителів міста, у карантин. У результаті боротьби з епідемією дім, де жили Тройницькі, було спалено. 2 (14) липня 1813 року градоначальник Одеси герцог де Рішельє виділив вдові Тройницького пожиттєву пенсію у розмірі 434 російських рублів.
15 (27) січня 1816 року Олександр Тройницький поступив в Одеський благородний інститут. Інститут був створений, як приватний навчальний заклад, однак 1811 року був переданий під державне керівництво, а 1818 року, коли Олександр вже там вчився, за проектом абата Домініка Шарля Ніколя, був реорганізований в Рішельєвський ліцей. У перший же рік Олександр був обраний, як один з вихованців, що приймали з візитом майбутнього імператора великого князя Миколу Павловича. Після реорганізування інституту Тройницький був переведений у педагогічний інститут Рішельєвського ліцею. У ліцеї Тройницького навчили читати латиною, а також французькій і німецькій мовам. Під час навчання ліцеїст отримував різноманітні нагороди, виступав на літературних зібраннях, а також регілярно на свята отримував запрошення до градоначальника Одеси Луї Олександра Андро де Ланжерона.

### Освітня діяльність
Завершивши у 1824 році курс педагогічного інституту, продовжив навчання в училищі правознавства та політичної економії при Рішельєвському ліцеї, займав посаду наглядача за вихованцями 3-го класу. В 1826 році, завершивши додатковий курс, залишився наглядачем і викладачем математики 5-го класу, замінюючи професора Віардо. Того ж року був призначений ад'юнктом математичних наук. Згодом почав завідувати фізичним кабінетом, викладаючи теоретичну та практичну математику, а також цивільну архітектуру у старших курсів. У 1829 році Тройницького запросили викладачем історії та географії інституту шляхетних дівчат. Працюючи до 1832 року, читав лекції з історії та географії.
Окрім освітньої діяльності Олександр Тройницький був цензором і секретарем Одеського цензурного комітету. 1832 року Тройницький покинув викладацьку діяльність і був направлений працювати в Одеський комітет будівництва. У період 1832—1848 років Олександр Григорович займав посаду інспектора інституту шляхетних дівчат, а з 1848 року був членом господарської ради інституту. Під його керівництвом у період Кримської війни інститут було евакуйовано у місто Вознесенськ.
Ще у 1833 році за наказом градоначальника Олександр Тройницький розробив план заснування повітового та приходського училища та статут міського дівочого училища. Окрім того, Тройницький був членом міської піклувальної ради приютів і приказу громадської опіки. 1835 року було створено особливий статистичний комітет, членом якого Олександр Григорович став за запрошенням тодішнього градоначальника Олексія Льовшина. Спочатку Тройницький був чи не єдиним членом комітету. Його завданням був збір статистичних відомостей про торгівлю, господарства та інші галузі промисловості усього краю. Окрім того, Одеська міська дума та губернатор неодноразово призначали Тройницького у різні тимчасові комітети. Він займався розподіленням бюджету, брукуванням вулиць, організацією представництва на всесвітній виставці в Лондоні, наданням допомоги одеситам, що постраждали від Кримської війни, роздачею допомоги чинам військово-сухопутного відомства у Криму, а 1853 року граф Михайло Воронцов призначив його у тимчасовий комітет залізничних доріг Південної Росії. 1844 року він був обраний членом Імператорського Товариства сільського господарства Південної Росії, а наступного — членом Імператорського Одеського товариства історії і старожитностей. 1855 року на запрошення академіка Петра Кеппена Олександр Тройницький став членом Російського географічного товариства та був зачислений у відділ статистики.

### Редакторська кар'єра
Покинувши роботу у комітетах, Тройницький почав працювати в адміністрації градоначальства. Там його призначили спочатку виконувачем обов'язків, а потім 1834 року затвердили як головного редактора газет «Одесскій вѣстник» і «Journal d'Odessa», а також керівником міської топографії. Попередником Тройницького у газеті «Одесскій вѣстник» був М. Розберг, а у «Journal d'Odessa» — Репей. До цього призначення багато років ці два видання були неприбутковими. Так, до 1837 року у російськомовному виданні було 276 підписок, а франкомовного — 109 підписок.
1837 року Олександр Григорович Тройницький одружився з Єлизаветою Павлівною Домбровською, однак прожив з нею у шлюбі недовгий час — 15 (27) травня 1939 року вона померла. Через смерть дружини Тройницький вирішив взяти відпустку та на чотири місяці поїхав за кордон, де відвідав Італію, Німеччину та Швейцарію. 1841 року вдруге одружився. Його дружиною стала Віра Іллівна Булацель.
Активну участь у збільшенні тиражу газети також брав Михайло Воронцов, який на той час був Новоросійським генерал-губернатором. За дозволом Воронцова редакція отримала можливість друкувати власну політичну колонку в не залежності від видань, які друкувалися у Санкт-Петербурзі, а після призначення графа Кавказьким намісником він продовжував опікувати одеські газети. 1852 року редактором «Journal d'Odessa» було призначенно Вейсса, однак Тройницький продовжив керувати російськомовним виданням і в 1854 році, коли Олександр Григорович переїхав у Санкт-Петербург кількість річних і піврічних підписок збільшилася до більше тисячі. Новим головним редактором газети «Одесскій вѣстник» був призначений Микола Сокальський.
У знак вдячності за роботу в Одесі Олександра Григоровича 1868 року було нагороджено званням «Почесного громадянина Одеси».

### Санкт-Петербург

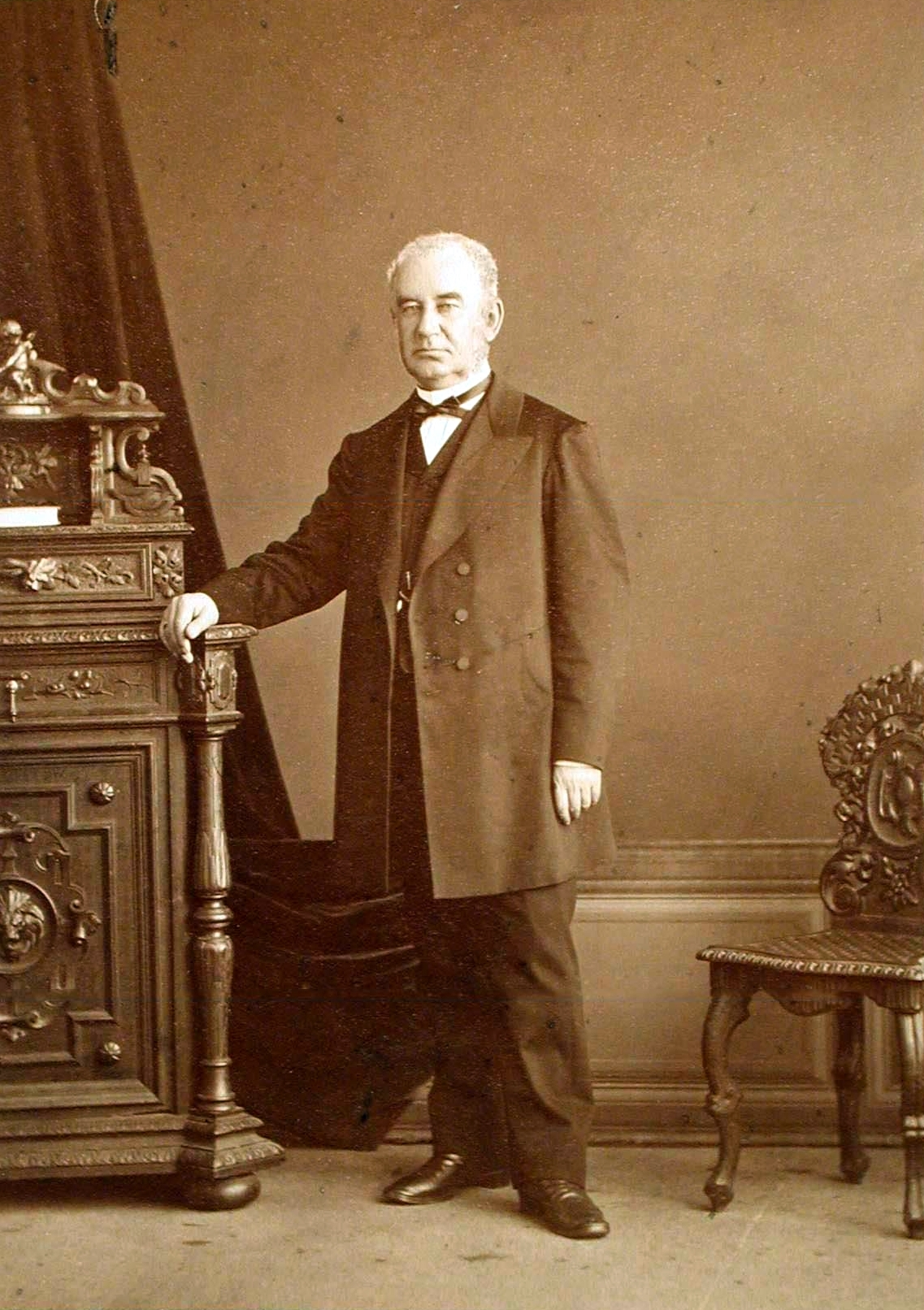
Фотокартка Тройницького зроблена надвірним фотографом Сергієм Левицьким

Ще до переїзду в Санкт-Петербург Тройницький 1836 року бував у столиці, де познайомився з відомими літераторами того часу — Миколою Гречем, князем Володимиром Одоєвським, Петром Плєтньовим, Михайлом Погодіним і Григорієм Нєбольсіним. Під час цього ж візиту Григорій Вілламов представив Олександра Григоровича імператриці Олександрі Федорівні. Перед переїздом до столиці імперії Тройницькому особисто надали рекомендації Михайло Воронцов, Олексій Льовшин і Олександр Стурдза.
У 1857 року переїхав до Олександр Тройницький переїхав до Санкт-Петербурга, де почав працювати завідувачем статистичної частини Статистичного комітету та Членом Головного управління цензури Міністерства народної просвіти Російської імперії, яке згодом перейшло під контроль Міністерства внутрішніх справ Російської імперії. Під час роботи у міністерстві Тройницький багато зробив для розвитку державної статистики у Російській імперії. За його лобіюванням і ініціативою Петра Семенова-Тянь-Шанського Статистичний комітет 1857 року було реорганізовано у Центральний статистичний комітет.
1858 року Олександра Григоровича було призначено членом ради міністра внутрішніх справ. У період 1861—1867 років працював товаришем Міністра внутрішніх справ у період впровадження Селянської реформи. Посаду міністра на той час займав автор славнозвісного циркуляра Петра Валуєва. 9 березня 1867 року Тройницький покинув міністерство, ставши членом Державної Ради Російської імперії.
Помер 12 (24) березня 1871 року.

## Праці
Автор статистичних праць:
- О числе крепостных людей в России = О числѣ крепостных людей въ Россіи / [Соч.] А. Тройницкого, непрем. чл. Центр. стат. ком., зав. Стат. отд. — Санкт-Петербург : тип. М-ва вн. дел, 1858. — 38 с. Архівовано з джерела 27 вересня 2020
- Крепостное население в России по 10 народной переписи: статистическое исследование А. Тройницкаго. — СПб., Типография казны. — 1861. — 93 с.

Під його редакцією «Одесский вестник», збільшив свій наклад з близько 300 у 1834 до 2000 у 1854 й «швидко перетворився на найповніший та найцікавіший орган Південного краю». В газеті регулярно друкувалися історичні та історико-краєзнавчі матеріали. Окрім редакторських статей, статистичних матеріалів, інформації про діяльність Рішельєвського ліцею, благодійних товариств та ін. О. Тройницький був автором некрологів: абату Д. Ш. Ніколю, П. Розумовському, засновнику Харківського ун-ту В. Каразіну, М. Мурзакевичу, О. Пушкіну (можливим співавтором був рідний брат О. Тройницького — одеський громадський діяч М. Тройницький) та ін.

## Нагороди та почесні звання
- Почесний громадянин Одеси (1868).[1]

## Сім'я
- Григорій Петрович Тройницький (пом. 1812) — батько Олександра Григоровича Тройницького, службовець Новоладозького піхотного полку.
- Мотрона Фомівна Волошина (пом. 1872) — дружина Григорія Петровича, мати Олександра.
- Єлизавета Павлівна Домбровська (пом. 15 (27) травня 1839) — перша дружина Олександра Григоровича.
- Віра Іллівна Булацель (нар. 8 (20) квітня 1818 — пом. 3 (15) квітня 1893) — друга дружина Олександра Григоровича.[1]
- Микола Олександрович Тройницький[ru] (1842—1913) — син Олександра Григоровича від другого шлюбу.[4]

Походив з роду козацької старшини Тройницьких. Його батько, Григорій Петрович, помер, коли Олександру було п'ять років. 1837 року Олександр Григорович Тройницький одружився з Єлизаветою Павлівною Домбровською, яка, згодом, 15 (27) травня 1839 року померла. 1841 року вдруге одружився з дочкою ротмістра гвардії, Вірою Іллівною Булацель. У подружжя народилося троє синів. Один з них — Микола, був, як і його батько, відомим статистиком. У період 1883—1897 років був директором Центрального статистичного комітету, а з 1897 року головою Статистичної ради. Він брав активну участь у підготовці та проведенні першого перепису населення Російської імперії 1897 року.